# Yuto Agarie
Yuto Agarie (Okinawa, 6 de julio de 1993) es un jugador de balonmano japonés que juega de central en el Daido Steel. Es internacional con la selección de balonmano de Japón.
En 2017 disputó su primer Campeonato Mundial de Balonmano Masculino.

## Palmarés internacional
| Campeonato Asiático | Campeonato Asiático | Campeonato Asiático | Campeonato Asiático |
| Año                 | Lugar               | Medalla             |                     |
| ------------------- | ------------------- | ------------------- | ------------------- |
| 2020                | Ciudad de Kuwait    | Medalla de bronce   |                     |
| 2024                | Baréin              | Medalla de plata    |                     |

## Clubes
| Club        | País  | Año         |
| ----------- | ----- | ----------- |
| Daido Steel | Japón | 2017 - Act. |